# Ischnura aurora
Ischnura aurora is een libellensoort uit de familie van de waterjuffers (Coenagrionidae).
De soort staat op de Rode Lijst van de IUCN als niet bedreigd, beoordelingsjaar 2010, de trend van de populatie is volgens de IUCN stabiel.
De wetenschappelijke naam van de soort werd in 1865 gepubliceerd door Friedrich Moritz Brauer.

## Synoniemen
- Agrion aurora Brauer, 1865
  - Ischnura aurora (Brauer, 1865)
- Agrion spinicauda Brauer, 1865
- Ischnura delicata Hagen, 1876
- Agriocnemis amelia Needham, 1930
- Ischnura rhodosoma Lieftinck, 1959